# Catamecia minima
Catamecia minima är en fjärilsart som beskrevs av Swinhoe 1889. Catamecia minima ingår i släktet Catamecia och familjen nattflyn. Inga underarter finns listade i Catalogue of Life.